# Ed, Edd og Eddy-episoder
Liste over afsnit i den animerede tv-serie Ed, Edd og Eddy.  De danske navne bliver i begyndelsen af de enkelte afsnit læst op af skuespilleren Peter Secher Schmidt, der lægger stemme til Ed.

## Sæson 1
| #  | Sendedato        | Dansk titel                   | Orig. titel               | Handling | Titel-reference                                                                          |
| 1  | 4. januar 1999   | Pilfingeren                   | »The Ed-Touchables«       | Ting begynder at forsvinde rundt omkring på den blinde vej, F.eks. Dobbel-D mister sit forstørrelsesglas, og Sarah mister sin dukke. Ed-drengene begynder så at opklare mysteriet for penge. De anklager Jonny og Planke for at have stjålet tingene, men til sidst viser det sig at de forsvundne ting bare var forlagt. | The Untouchables (En gruppe af betjente, der opklarer sager om forsvundne ting)          |
| 1  | 4. januar 1999   | Ed og rappenskralderne        | »Nagged to Ed«            | Ed, Edd, og Eddy tager ud i skoven på en insekt-ekspedition. Ed havner i et edderkoppespind og kan ikke komme fri, og da Eddy og Dobbel-D har fået ham ned begynder de at høre stemmer. De løber alt hvad de kan for at komme ud af skoven og lander i en mudderpøl. Senere vågner de hos 3 piger der hedder Maja Krank, Marie Krank og Lis Krank. I starten synes Ed'erne at de er flinke nok, men det får en helt anden ende. | Nagged to Death (udtryk)                                                                 |
| 2  | 11. januar 1999  | Sprinkler-festen              | »Pop Goes the Ed«         | Efter en fiasko som honningbi-jægere får de tre Ed-drenge at vide, at der er sprinkler-fest hjemme hos Søs, hvor der bl.a. er musik og god mad. Ed-drengene får lov til at deltage i festlighederne, men de bliver snart en forstyrrelse for de andre børn. | Pop Goes the Weasel (amerikansk børnesang)                                               |
| 2  | 11. januar 1999  | Eddy bliver højere            | »A Pinch to Grow an Ed«   | De andre børn i kvarteret driller Eddy med at han ikke er særlig høj. Det er han ved at være ret træt af, så Dobbel-D opfinder et par harmonika-støvler der kan gøre ham højere ved hjælp af en lille fjernbetjening. Det ender dog med at Søstrene Krank forpurrer det hele og ødelægger harmonika-støvlerne. | A Pinch to Grow an inch (Gammelt udtryk, der betyder at man vokser)                      |
| 3  | 18. januar 1999  | Sir Ed-a-Lot                  | »Sir Ed-a-Lot«            | Eddy og Dobbel-D undrer sig over hvor Ed er henne, og begynder at lede efter ham. De finder ham i hans eget hjem i færd med at lege med Sarah. Ed har kvindetøj på og Eddy og Dobbel-D griner af ham. De vil gerne være med i legen, men for det beordrer Sarah at de taget kjole på, hvilket Eddy nægter, og så begynder hun at holde vejret. Eddy får dog stoppet Sarah i tide og går med til at tage kjole på. Legen går fint indtil Flemming kommer, og så er der narrestreger på tapetet. | Sir Lancelot (Berømt ridder. Ofte brugt som filmfigur)                                   |
| 3  | 18. januar 1999  | Ed på fotosafari              | »Quick Shot Ed«           | Oppe på sit loft finder Eddy et kamera. Han og de to andre tager sjove billeder med det, men så træder Eddy i en god ide. Han vil tage billeder af de andre børn i kvarteret, sætte det i en kalender, og tjene penge på det ved at give dem ud til de andre. |                                                                                          |
| 4  | 25. januar 1999  | Læs alt om Ed                 | »Read All About Ed«       | Dobbel-D står tidligt op, da han skal ud og gå med aviser. Han er ved at spare sammen til et elektron-mikroskop. På sin rute finder han Eddy der ligger og sover ude på fortovet efter at være gået i søvne. Eddy vågner og vil hjælpe med aviserne da han hører om alle de penge man tjener på dette job. Næste morgen er Dobbel-Ds værelse oversvømmet af aviser, som Eddy har bestilt. Senere kommer Ed også til hjælp, men Eddy syntes at det tager for lang tid at bringe alle aviserne ud, så Dobbel-D opfinder en maskine der kan folde avisen rigtigt og skyde den af sted. Alting går som smurt i olie, men det får en ende da Ed smider Eddys seng, som stod ovenpå avisstablen, ned i maskinen. Maskinen bliver overbelastet og begynder at opføre sig helt hysterisk. Snart ligger der aviser over hele kvarteret, og så er de 3 Ed-drenge nødt til at rydde op. |                                                                                          |
| 4  | 25. januar 1999  | Ed får nyt image              | »Over Your Ed«            | Ed glemte at gå i bad der om morgenen, og da han begynder at lugte slemt bliver dette en forstyrrelse for Ed-drengenes plan om at sælge energidrik. Dobbel-D får den ide at give Ed et nyt image. Ed får nogle nye klæder, og Flemming bliver den første han viser sig for. Flemming kan godt lide Eds nye stil og præsenterer ham for de andre børn. De andre børn bliver også vilde med Ed, og snart er han så populær, at Dobbel-D og Eddy vil arrangere et show med ham, som foregår i Eddys haveskur. Til sidst kommer Søstrene Krank dog og spolerer det hele. | Over Your Head (På dansk Over dit hoved. Udtryk, der betyder at man ikke er særlig klog) |
| 5  | 1. februar 1999  | En Ed for meget               | »An Ed Too Many«          | I deres forsøg på at finde en firkløver for at opleve held i hverdagen finder Ed-drengene en meget sjælden blomst. Sarah og Flemming kommer forbi, og Dobbel-D giver blomsten til Sarah, men det skulle han ikke have gjort, for nu blev Sarah forelsket i ham og dropper Flemming som sin bedste ven. Herefter bliver Sarah en stor forstyrrelse i deres planer, da hun hele tiden vakler omkring ham. Til sidst hjælper de dog Sarah og Flemming med at finde sammen igen. |                                                                                          |
| 5  | 1. februar 1999  | Ed leger skjul                | »Ed-n-Seek«               | Ed, Edd og Eddy undrer sig over hvad de andre børn i kvarteret laver. De finder selvfølgelig ud af at de leger gemmeleg. Ed-drengene vil gerne være med, og det sagde de andre ja til, men så skulle de være dem der finder. De andre finder dog så gode gemmesteder, at Ed-drengene må tage lumske metoder i brug. Dobbel-D opfinder et par røntgen-briller, som de får fundet de andre med hjælp fra, dog undtagen Flemming, som de lige når at fange inden han når hen til helle-stedet. Nu er det Ed-drengenes tur til at gemme sig, og det bliver en smal sag. De gemmer sig først i en metaltank camoufleret som en busk, men Ed ødelægger skjulestedet, og så må de tre drenge finde sig et andet sted, men det er nemmere sagt end gjort |                                                                                          |
| 6  | 8. februar 1999  | Ed som hypnotisør             | »Look Into My Eds«        | Dobbel-D får en psykologi-manual med posten. Med denne manual følger der et hypnose-hjul, som Dobbel-D viser hvordan bruges. Snart bliver Eddy ivrig og hypnotiserer de andre børn i kvarteret. |                                                                                          |
| 6  | 8. februar 1999  | Ed i brydekamp                | »Tag Yer Ed«              | Dobbel-D bliver drillet med at han er en svækling. Det vil Eddy lave om på og lader Dobbel-D prøve nogle fysiske udfordringer, hvilket han ikke er meget for. Snart efter arrangerer Eddy en brydekamp først mellem Dobbel-D (I skikkelse af Den Maskerede Mumler) og Planke, og anden gang mellem dem alle tre og Søstrene Krank, hvor de andre børn er publikum. |                                                                                          |
| 7  | 15. februar 1999 | Rumeventyr                    | »Dawn of the Eds«         | De tre Ed-drenge er ude at samle flasker, men da Ed ser en plakat med en reklame for en ny monsterfilm, går han helt i stå. Uheldigvis er filmen kun for voksne, og så bliver Ed dybt skuffet. Men Eddy får heldigvis en idé der kan opmuntre Ed: De tager til lossepladsen og laver rollespil fra en monsterfilm. |                                                                                          |
| 7  | 15. februar 1999 | Ed-klubben                    | »Vert-Ed-Go«              | Dobbel-D får øje på et banner fra et fly, hvor et klubhus bliver nævnt. Det giver Eddy en ny idé: De stifter deres egen klub. Først finder de et træ, hvori de skal bygge klubhuset. Men byggeriet er nemmere sagt end gjort, da det viser sig at Ed har højdeskræk, og da de endelig er blevet færdige med byggeriet, så bliver det overtaget af Krank-søstrene mens Ed'erne er ude og fortælle de andre om klubhuset. |                                                                                          |
| 8  | 22. februar 1999 | At holde trit med Ed          | »Keeping up with the Eds« | Dobbel-D læser på en af sine pligtsedler at han skal slå græsset, og han hader at slå græs. Ed og Eddy vil gerne hjælpe ham, men da Ed er færdig har han ødelagt Dobbel-Ds have totalt. Heldigvis ved Eddy hvad der virker og kommer tilbage med en kæmpestor pose. Ed graver posens indhold op og spreder det over det hele. Snart står hele kvarteret under meterhøjt græs, som de vil tjene penge på at slå. Men da Ed hører Sarahs råb om hjælp prøver han at komme hende til undsætning, men de må slå græsset først, og her kommer Regners ged Victor til stor hjælp. |                                                                                          |
| 8  | 22. februar 1999 | Hvem, Hvad, Hvor, Ed          | »Who, What, Where, Ed«    | Eddy vil lave sin "verdensberømte" omelet, men da han beder Ed om at hente æg, går alle æggene i stykker. De opsøger derfor Regner og spørger om de må få en af hans høns. Han siger nej, men siger også at de kan få hans hønseæg hvis de skaffer ham noget savsmuld. Det siger Ed'erne ja til, men det er nemmere sagt end gjort, og snart må de ud og lave nogle byttehandeler med de andre børn i kvarteret. |                                                                                          |
| 9  | 1. marts 1999    | Hvem fupper hvem              | »Fool on the Ed«          | Det er den 1. april, og det betyder Aprilsnar. De tre Ed'er (mest Eddy) har selvfølgelig en masse narrestreger for. De vil selvfølgelig ud og narre de andre, men nogen er allerede kommet dem i forkøbet, en som de andre kalder Fupmesteren. Til sidst viser det sig dog at de tre Ed'er selv var blevet fuppet, eftersom at denne Fupmester var en opdigtet person. De andre lod bare som om de var blevet fuppet. |                                                                                          |
| 9  | 1. marts 1999    | Jagten på hold kæft-bolsjerne | »A Boy and his Ed«        | De tre Ed-drenge har gang i en af deres planer: En voldgrav som det koster penge at krydse. Men da Karsten kommer og vil give dem noget hører de ikke efter og får ikke det han ville give dem. De finder senere ud af at Karsten deler gratis hold kæft-bolsjer ud. Anledningen er at hans far har fået nyt job på en hold kæft-bolsjefabrik og har garagen fuld af disse bolsjer. Da Ed'erne kommer og vil have nogen er der ikke flere. Derfor prøver de at blive venner med Karsten for at få nogle, men det er nemmere sagt end gjort. |                                                                                          |
| 10 | 8. marts 1999    | Ingen børn, ingen fup         | »Laugh Ed Laugh«          | Alle de andre børn er syge, og der er karantæne i kvarteret. De tre Ed-drenge er de eneste der ikke er syge, og det begynder efterhånden at blive kedeligt, da de ikke kan finde på noget at lave. Eddy mister kontrollen over sig selv da han ikke har nogen at fuppe, en sygdom som Dobbel-D og Ed prøver at kurere. De får Eddy kureret ved at låse ham inde i et skur sammen med en masse falske penge, og Eddy tror selvfølgelig at det er rigtige penge. Da Eddy er kommet til sig selv har alle de andre børn det fint igen og er ude at lege, og Eddy vil gerne ud og fuppe dem, men Ed hår ædt nøglen til skuret, og så må de grave sig vej ud. |                                                                                          |
| 10 | 8. marts 1999    | Hvad bilder i jer ind         | »It's Way Ed«             | Ed, Edd og Eddy kan ikke følge med i hvad der er in og yt i kvarteret, hvilket Eddy er godt træt af. Det gør de noget ved, og efter mange eksperimenter er de endelig foran de andre, men de kludrer i det og lidt efter er de bagud igen. |                                                                                          |
| 11 | 15. marts 1999   | Ed overdriver                 | »Eds-Aggerate«            | De tre Ed'er har gang i en af deres planer: En forlystelsespark kaldet EdLand. Men det hele bliver ødelagt under en prøve på karrusellen, der består af ophængte stole i et tøjstativ. En af stolene svinger af og smadrer Karstens værelsesvindue. Karsten vil gerne vide hvem der gjorde det, og Eddy bildte ham ind at det var nogle der blev kaldt 'Mudderdrengene'. Karsten fortæller alle de andre i kvarteret om det, og snart bevæger de sig alle sammen på jagt efter Mudderdrengene. Undervejs må de tre Ed'er skjule sig for dem for til sidst at narre dem. Da de kommer til byggepladsen lister Ed'erne i smug, smører sig ind i mudder, og viser sig som Mudderdrengene. Karsten og nogle af de andre bliver bange og begynder at flygte, men da Sarah opdager at det er Ed-drengene, falder der pludselig brænde ned.                                         |                                                                                          |
| 11 | 15. marts 1999   | Ed til en Ed                  | »Oath to an Ed«           | De tre Ed-drenge har fået nyt tøj, men de er ikke særlig glade for tøjet, de vil hellere gå i deres daglige kluns. Da de sidder oppe i et træ og spiser blommer, bliver Eddy fanget af et net. Heldigvis er det bare Regner der viser sine spejderelever (Johnny og Flemming) hvordan man redder en kat ned fra et træ. Eddy bliver interesseret i deres spejderuniformer og vil gerne optages, men for at blive det skal de bestå nogle prøver. Men de kludrer hele tiden i det, og til sidst bliver Regner så vred at han giver Ed'erne en straf. |                                                                                          |
| 12 | 22. marts 1999   | Et glas varm Ed               | »A Glass of Warm Ed«      | Dobbel-D vågner midt om natten da han hører lyde nede i køkkenet, han går derned og ser en indbrudstyv der står og spiser al mad i hans køleskab, tror han, men det viser sig bare at være Ed der er gået i søvne. Eds søvngang gentager sig de næste par nætter, og snart har han tømt hele kvarteret for mad. Det får Dobbel-D og Eddy til at gribe ind for at se hvad Ed har gang i. Til sidst får de lokket Ed hjem til sig selv, men han er blevet så tyk af al den mad, at han sidder fast i kældervinduet, hvilket giver Eddy en ide til en ny plan: En sælgerbod hvor alle de andre kan få deres mad igen. |                                                                                          |
| 12 | 22. marts 1999   | Ed får lopper                 | »Flea bitten Ed«          | Eddy og Dobbel-D får problemer med at passe og pleje Regners dyr, da det viser sig at Ed er allergisk over for kaniner. Men da Ed på grund af sin allergi pludselig svulmer op som en ballon, må Dobbel-D og Eddy prøve at kurrere ham, men kan de det med hjælp fra Dobbel-Ds ideer. |                                                                                          |
| 13 | 29. marts 1999   | Hold din Ed                   | »Button Yer Ed«           | Ed kommer ved et uheld til at ødelægge Dobbelt-Ds dør. Kort efter flyver en flue ind og sætter sig fast i Eddys stemmebånd og da han ikke kan få stemmen tilbage med det samme, må Regner komme til hjælp. |                                                                                          |
| 13 | 29. marts 1999   | Ohøj Ed-drenge                | »Avast Ye Eds«            | Ved hjælp af en oppustet gummislange får Ed'erne en ny ide til en af deres planer: Et krydstogt ned ad åen. Flemming, Johnny, og Planke er de første passagerer, og det går fint nok indtil de kommer forbi trailerparken, hvor Søstrene Krank er ved at hænge tøj op. De tre piger hører Ed'erne ude på åen, og så går kyssejagten i gang. |                                                                                          |

## Sæson 2
| #  | Sendedato          | Dansk titel              | Orig. titel               | Handling |
| 14 | 13. september 2000 | Ed Klogesen              | »Know it all Ed«          | De tre Ed-drenge leger på lossepladsen, og støder på en kasse fuld af nogle mærkelige små tingester, som Ed mener er rumsonder. Dobbel-D tror at de er til at plukke kalkuner med, mens Eddy siger at det er en canadisk splatpistol. De demonstrerer hvad de kan bruges til for de andre i kvarteret, og de bliver imponeret af den og vil også selv have nogle. Herefter bliver det Ed-drengenes job at gå rundt og holde øje med om de andre overholder kvarterets regler. Det går meget godt i starten, indtil de tre Krank-søstre kommer og spolerer det hele. |
| 14 | 13. september 2000 | Kære Ed                  | »Dear Ed«                 | Ed-drengene ser Flemming gå rundt med Planke. Og det viser sig at Johnny og Planke har været oppe og skændes og er gået fra hindanden. Eddy laver derfor en vennebutik, for at give Johnny ny en ven. Men til Eddys vennefest finder Johnny og Planke sammen igen. Det hele slutter af med en dans. |
| 15 | 20. september 2000 | Banke på, hvem er Ed     | »Knock Knock, Who's Ed«   | Der er 8 timers monsterfilm-marathon i TV, og Ed bliver nødt til at se det. Men Sarah låser ham og de 2 andre ude af huset for at drille dem, så de prøver at tage chancen hos de andre i kvarteret. De begynder hos Karsten, hvor de laver et skuespil med at Ed var kommet til skade i en flyulykke og måtte ind i TV-stuen og slappe af, men Karsten tror selvfølgelig ikke på dem og smækker døren i. Derefter prøver de hos Regner, hvor de lidt efter siger at de skal på toilettet. Derfra kravler de gennem luftkanalen for at havne lige foran fjernsynet i stuen når turen ender. Men det viser sig at være et meget gammelt TV, da det har en lillebitte skærm og man skal dreje på en knap for at skifte kanal. Lidt efter lidt finder de monsterfilmen, men der er ingen farver på og Eddy synes at den er til grin, men Ed er blevet så afhængig af monsterfilm at han vil blive og se den lige meget hvad. |
| 15 | 20. september 2000 | En Plus En Erligmed Ed   | »One Plus One Equals Ed«  | Ed-drengene begynder en jagt på viden. Deres mål er at vide alting. De begynder hos Regner, hvor de har skilt hans hønsehus ad for at undersøge hvordan det er bygget. Regner opdager det selvfølgelig, men Dobbel-D kommer med en god forklaring, og Regner fortæller en historie fra sit hjemland. Pludselig sker der mange mærkelige ting, og de tre Ed-drenge begynder at forestille sig ting og befinder sig i en helt anden verden, hvilket dog får en ende til sidst. |
| 16 | 27. september 2000 | Elle belle mig for Ed    | »Eeney meeney miney Ed«   | Ed spørger Eddy om hvorfor Dobbel-D er så klog. Eddy bilder ham ind, at Dobbel-D ikke er fra Jorden, og Ed tror på det. Eddy fortæller endvidere, at det er Dobbel-D der har skabt de andre børn i kvarteret ved "krydsning af dyrearter". Ed tror derfor at han er det sidste menneske på Jorden. Bedre bliver det ikke, da Ed bliver inviteret til grillfest hos Søs. Han tror at det er en ceremoni. Da Eddy dukker op har han klemt sig ned i en spand for at ligne en kakerlak, og kryber ned i Søs' kælder. De andre går ned i kælderen for at slå dyret ihjel, men ligeså snart lyset tændes opdager de at det bare var Eddy. |
| 16 | 27. september 2000 | Klar parat Ed            | »Ready set Ed«            | Karsten laver rekord-præstationer, og Eddy er ved at være træt af hans praleri, så han og de 2 andre vil vise at de også kan sætte rekord-præstationer. De begynder med en kæmpe forhindringsbane, som de skal gennemkøre på en racercykel, men cyklen falder bagover og forsøget slår fejl. Forsøg nr. 2 handler om en raketbil der kører så stærkt at malingen ryger af. Det bliver de andre i kvarteret (med undtagelse af Karsten) imponeret over, og de får så sandelig også en tur i bilen. Men hvad de andre ikke ved er, at bilen slet ikke kommer ud af stedet, den er bare blevet placeret på en popcorn-maskine, som laver rystelserne, og uden for vinduerne er der sat baggrunds-ruller op, så det ser ud som om de bevæger sig. Karsten opdager dog, at det hele er fup, da Ed i en scene holder op med at løbe mens baggrunden stadig ruller. |
| 17 | 4. oktober 2000    | Eds Tv-Show              | »Hands Across Ed«         | Efter at en af deres planer kiksede, er Ed'erne på flugt fra Karsten og Regner. De gemmer sig på lossepladsen, hvor de får dem rystet af. Ed kommer ud af en bunke skrald med en slidt hat på hovedet, og begynder at vise hvad han kan. Eddy synes han er dygtig og Dobbel-D synes han skulle optræde i TV, så de går straks i gang med en ny plan: De arrangerer et TV-show hvor de vil tage prøver på lokale talenter, bl.a. Flemming der vil vise et trylleshow og Søs, der spiller på tuba. Det ender dog med at showet bliver en stor fiasko. |
| 17 | 4. oktober 2000    | Eds tænder               | »Floss Your Ed«           | I færd med en Ed'ernes mange planer, knækker Ed en tand efter at have bidt i en kokosnød. Da Eddy og alle de andre i kvarteret hører om det, tager de alle midler i brug for at få tanden ud, så de kan få penge for den. Men det er ikke så nemt som de tror, for selvom tanden er løs, sidder den så fast at den ikke er til at få ud. |
| 18 | 11. oktober 2000   | En som Ed                | »In Like Ed«              | Det er loppemarked-dag i kvarteret, og de tre Ed-drenge er ved at sætte boder op hvor de vil sælge de ting de ikke har brug for længere. De får dog lidt sund konkurrence fra Karsten, som tjener penge hurtigere end dem. Da Eddy efterhånden har fået nok af at Karsten kan gøre alting bedre end dem, har han i planerne at spionere ham og de andre. Inde i Dobbel-Ds haveskur bygger de en slags base, hvor de opbevarer deres spionudstyr og kan overvåge de andre via kameraer som de har sat op rundt i kvarteret. Da de ser at alle de andre børn er hjemme hos Flemming, tror de at det er en slags loge som de har stiftet. De må prøve at infiltrere huset for at se om der skulle være noget mistænkeligt derinde, men Ed'erne har taget fejl i det alt sammen, for det er slet ikke nogen loge, de har bare fejret Flemmings fødselsdag. |
| 18 | 11. oktober 2000   | Hvem lukkede Ed ind      | »Who Let the Ed in?«      | Ed opfinder en fantasiven som han kalder Jib. Men Ed begynder efterhånden at lege mere med Jib end Eddy og Dobbel-D, og det begynder at gøre Eddy vred, især fordi Jib siger til de andre at Eddys planer om at narre penge ud af dem er fup og fiduser. Derfor må Eddy og Dobbel-D søge hjælp hos Johnny og Planke, som siger at de skal bygge en usynlig fælde, og dette virkede fint, men Jib slipper fri og begynder at tæske løs på Eddy og leger farlige lege med ham. Det hele ender dog med at Eddy får sendt Jib væk med bus. |
| 19 | 18. oktober 2000   | Ed flytter               | »Rambling Ed«             | Eddy kan ikke li' at Sarah altid skal hunse rundt med Ed, så han foreslår Ed at flytte. Det går Ed med til, og de tre Ed'er vælger at flytte ind i Regners skur. Da Regner opdager det bliver han meget vred, men Dobbel-D kommer med en god forklaring, og Regner lader dem bo i skuret. Men med tiden bliver de tre Ed'er en forstyrrelse for Regner, så derfor vil han tilfangetage dem og få dem til at gøre alt hvad han beder dem om. |
| 19 | 18. oktober 2000   | Hjemmelavet Ed           | »Homecooked Eds«          | Søstrene Krank har flyttet deres campingvogn over i Eddys have, og nu prøver han, med hjælp fra Dobbel-D og Ed, at få dem til at forsvinde, men det bliver ikke helt nemt. |
| 20 | 25. oktober 2000   | Til Ed med kærlig hilsen | »To Sir with Ed«          | Eddy er helt alene i huset, så han ringer til Dobbel-D for at spørge om han har lyst til at komme over til ham. Samtidig har Dobbel-D besøg af Ed, der gerne vil lege hund da han finder et ben blandt knoglerne på Dobbel-Ds skrivebord. Eddy prøver at lokke dem over til sig ved at lade som om han bliver bidt af en giftslange og råber om hjælp. Denne lokkemetode virker fint, men da Eddy åbner døren er det Søs og ikke Dobbel-D og Ed der kommer ind. Mens Søs går ud i køkkenet for at lave mad kommer Dobbel-D og Ed brasende ind af døren for at dræbe den "giftslange" Eddy blev bidt af. De 3 drenge går ind på Eddys værelse, og Eddy fortæller om hvordan Søs bare gik ind i hans hus og lavede mad. Dobbel-D tror at det er en date, og Eddy spiller med. Efter maden bliver Eddy sendt op i bad, hvilket han ikke har lyst til, og i mellemtiden kommer Storbyspejderne (Bestående af Regner, Johnny og Flemming) og Karsten forbi. Mens Eddy er oppe i badet hører han fodtrin på trappen, og han tror at det er Søs der kommer for at se til ham, så han prøver at nå sit tøj for at tage det på, men han kan ikke nå det og hopper op i badet. Det er dog ikke Søs der kommer ind, men Ed der vil vise ham en skulptur der forestiller en kæmpehøne, som Regner har udhugget. Ed glider uheldigvis i sæben, og kæmpehønen falder ned over badekaret, som ryger gennem loftet og lander nede i stuen. Efter den ulykke vil Søs have Eddy i seng, og først her opdager han at Søs er hans babysitter og ikke date. |
| 20 | 25. oktober 2000   | Nøglen til min Ed        | »Key to My Ed«            | Efter at en af Dobbel-Ds opfindelser, en sodavand der aldrig bliver doven, har haft sine bivirkninger på Ed, finder Dobbel-D en mistet nøgle. De tre Ed'er går straks i gang med at finde ud af hvad nøglen er til, eller hvem den tilhører. De prøver at finde ud af hvem der tilhører nøglen ved at sende breve til alle de andre om at de har noget de har mistet. Da de alle går ned i gyden, hvor der stod i brevet de skulle komme hen, begynder de at slås mod hinanden efter anklager om at have stjålet hinandens ting. Men da Søstrene Krank kommer finder de ud af at Ed'erne gemmer på en nøgle. Da de lidt efter prøver at flygte fra dem er døren til Eds hus låst, og det viser sig at nøglen tilhører Ed. |
| 21 | 1. november 2000   | Ær din Ed                | »Honor thy Ed«            | Alle børn i kvarteret er bange for et af husene på vejen, som minder om et spøgelseshus. Johnny siger at der bor en gal skovhugger i huset, som fælder træer og laver dem om til kaffeborde. Regner siger at der bor en gammel operasanger der lokker små børn ind i huset med sine sange. Flemming er meget bange, men Ed'erne påstår hårdnakket at de ikke lader sig skræmme så let. Karsten vil se beviser på dette og lover Eddy en kæbeknuser hvis han tør gå derind, hvilket han også gør. Inde i huset laver de falske råb om hjælp og andre underlige lyde, til stor skræk for de andre udenfor. Men da de synes det er nok og vil ud af huset igen, falder dørhåndtaget af og ryger ned i en dyb sprække. Nu er de tre Ed-drenge fanget i huset, og der er ikke andre udgange, og Ed'erne bliver efterhånden rigtig bange. |
| 21 | 1. november 2000   | Røre Ed                  | »Scrambled Ed«            | Dobbel-D er søvnig og træt efter at have bygget på en model af Golden Gate-broen i over 14 timer. Men da Ed og Eddy skal bruge ham som planlægger til deres nye idé, vandlandet Eds Havfarm, får de nogle besværligheder med det pga. Dobbel-Ds træthed. |
| 22 | 8. november 2000   | Ed i storbyen            | »Urban Ed«                | Ed'erne er trætte af livet i forstaden og vil gerne ind til byen, så Eddy får endnu en idé - De bygger en by med bygninger af papkasser, trafiksignaler af mælkekartoner og meget andet. De andre børn bliver interesseret og løber ind i den falske storby. Men som i de fleste rigtige storbyer opstår der slagsmål og uenigheder mellem dem, og det er skyld i at både byen og Ed'ernes planer om at tjene penge er ødelagt. |
| 22 | 8. november 2000   | Stop, kig og Ed          | »Stop, Look, Ed«          | Da Eddy ser et skilt hvor der står "Græsset må ikke betrædes" bliver han ivrig og får lyst til at overtræde reglerne. Kort tid efter begynder alle andre også at bryde reglerne, men til sidst bliver det for meget for Dobbel-D, og fortæller derfor at han har ringet til alle deres forældre, og at de er på vej hjem. De andre børn prøver at skjule alt hvad der ligner et brud på reglerne, og det ender med at Ed-drengene ryger i bur fordi Dobbel-D sladrede om dem. |
| 23 | 15. november 2000  | Lej-en-Ed                | »Rent-a-Ed«               | De tre Ed-drenge er i gang med at vise et cirkus på legepladsen (Cirkus Ed) for de andre børn i kvarteret. Dette cirkus ender dog (som mange af deres andre planer) med at blive en stor fiasko. Efter ulykken på legepladsen får Eddy en ide til en ny plan: Alting går i stykker før eller siden, så de starter et reperationsselskab og skal reparere Flemmings ovn, men det går ikke helt som ventet og de prøver et andet hus. Da de ser Jonnny med hovedet siddende fast mellem to grene i et træ, tilbyder de at redde ham ved hjælp af noget sæbe. Det finder de i Jonnys køkken, men Ed begynder at ødelægge alt omkring sig, og de må reparere Jonnys køkkenvask. Da Ed derefter river en radiator fri fra væggen begynder det at blive dampende varmt. Det giver dem en ide til en ny plan: Et kursted med ansigtsbehandling og sauna. Den plan går dog i vasken til sidst, og Ed er igen involveret i en ulykke: Han får Jonnys hus til at falde sammen ved at rive bærebjælken løs. |
| 23 | 15. november 2000  | Skrid Ed                 | »Shoo Ed«                 | I en af deres planer tager Ed'erne Jonny og gør ham til kvarterets største plageånd. Så sender de ham ud til de andre i kvarteret og tilbyder at fjerne ham for penge. Det går meget fint i starten, men da det bliver Regners tur har det ingen effekt, da irritation ikke kan krydse hans kultur. |
| 24 | 29. november 2000  | Eds Lærling              | »Ed in a Halfshell«       | I færd med en af deres planer får Ed besked på af Sarah at lege med Flemming mens hun er til ballet, med den trussel at hun smadrer Eds yndlings-legetøj hvis han nægter, så Ed går med til at lege med Flemming. Sarah giver Flemming en fløjte, som han bare skal blæse i hvis Ed'erne generer ham. Flemming og Ed leger godt sammen, og Flemming begynder endda at gøre det samme som Ed, så Eddy vil tage Flemming og gøre ham til en pengepuger ligesom ham selv. Efter mange dage som lærling har Flemming forstået det med indtjening af penge. Flemming syer en trampolin som han lader de andre hoppe på mod betaling. Eddy bliver stolt af ham, men det får en helt anden lyd, da Eddy vil have halvdelen af indtjeningen og Flemming nægter at give ham noget. Derefter opstår der slåskamp mellem de to, og Ed kommer uheldigvis til at puste i Flemmings fløjte som om han var en dommer. Da en sur og rasende Sarah dukker op laver Flemming et skuespil med at de fik ham til at spise jord hele dagen, og så vanker der øretæver til Ed-drengene. |
| 24 | 29. november 2000  | Lille spejl på Ed der    | »Mirror Mirror on the Ed« | Da Ed'erne ser at de andre børn leger "Sandhed eller konsekvens" vil de også være med, men da de sætter sig ned er de andre børn gået deres vej, og Ed'erne må lege legen for dem selv. Undervejs i legen får Eddy den ide at de bytter identitet: Dobbel-D skal være Ed, Eddy skal være Dobbel-D, og Ed skal være Eddy. Deres "lille" leg begynder efterhånden også at forvirre de andre i kvarteret. Note: Dobbel-D siger gentagne gange ordet "Løgsovs" mens han er klædt ud som Ed. Dette er en klar reference til Inspector Gadget, som i danske oversættelser også siger "Løgsovs" tit. |
| 25 | 6. december 2000   | Ed bliver stegt          | »Hot Buttered Ed«         | De tre Ed-drenge skal en tur til en badesø, men de andre børn, specielt Karsten, har taget de bedste pladser. Ed'erne prøver altså at få Karsten væk, men det er nemmere sagt end gjort, og Dobbel-D bliver for alvor bekymret da han finder ud af at han har glemt sin solcreme på denne glohede dag. Da de opdager Johnny oppe på toppen af den klippe hvorved Karstens plads er, vil de gerne derop for at holde øje med hvornår Karsten går. Dobbel-D får lokket Johnny væk med en snedig plan. Men Karsten går ikke før solnedgang, og da de sidder og venter hele dagen i den brændende sol ender det med at de alle tre er solskoldede. |
| 25 | 6. december 2000   | Ed på høje hæle          | »High Heeled Ed«          | De tre Ed'er er i gang med en plan, der bl.a. involverer kloakkerne i kvarteret - De arrangerer en sumptur, men ingen af de andre vil ud på sådan noget, da de synes kloakken er et klamt sted. Da Sarah fortæller at Karsten, Regner og Johnny kører gokart-løb og ikke kommer hjem før aften-tid, er der kun Søs, Sara og Flemming de kan narre. Da Søs og Sara er piger, og Flemming er lidt feminin, får Eddy en ny idé - De holder smykkeudsalg, piger kan jo godt li' smykker. Det er alt sammen lavet af guld, så de andre synes det er så flot og vil have noget af det. Uheldigvis sker der det, at da Ed dypper en dåseåbner ned i bøtten med guldmaling (som de brugte til forgyldningen), skræller han hul i bunden og spilder malingen på sine bukser. Da de andre ser bukserne tror de at det er gyldne bukser og vil have fat i dem. De får solgt bukserne til Flemming, som betaler 5 dollar for dem. Da bukserne kort efter går i stykker opdager de at guldbukserne og de andre smykker var fup alt sammen, og så ruller der hoveder. |
| 26 | 20. december 2000  | Fa la la la Ed           | »Fa, La, La, La, Ed«      | Ed og Eddy leger ovenpå i Dobbel-D's hus uden at have fået lov af ham. Da de er inde i hans forældres klædeskab falder en frugtkage ned i hovedet på Dobbel-D. Han fortæller at det er deres fine julefrugtkage, og at de stiller den frem ved juletid år efter år, hvilket narrer Ed til at tro at det er jul. |
| 26 | 20. december 2000  | Tude Ed                  | »Cry Ed«                  | Eddy er træt af at Flemming med sin sarte hud og hyppige tilskadekommelse altid trækker opmærksomheden fra de andre over til ham, så Eddy prøver lidt af det samme med falske sår og forbindinger på hele kroppen. Dette virker tydeligvis ikke, da Flemmings smerte-udbrud jo er ægte. Dobbel-D hjælper Flemming med sit problem og påfører ham en bobledragt, så han ikke kommer til skade. Men det tiltrækker bare endnu mere opmærksomhed fra de andre, som begynder at bruge Flemming i bobledragten som bold i et spil volleyball, og så må Eddy tage drastiske metoder i brug for igen at få opmærksomheden over hos sig. |

## Sæson 3
| #  | Sendedato          | Dansk titel                | Orig. titel                     | Handling |
| 27 | 8. juni 2001       | Ønske Ed                   | »Wish You Were Ed«              | Regner er blevet træt af det simple liv på den blinde vej og savner sit hjemland. For at gøre Regner glad igen lægger de en plan. De tager Eds ene sko og bilder ham ind at det er en magisk sko, der virker sådan at man skal inhalere lugten fra skoen for at få sit ønske opfyldt. Da Regner gør dette falder han bevidstløs om, og vågner op igen i hvad han tror er hans hjemby. Regner er glad for at være der og alt forløber fint, indtil Johnny dukker op. De prøver at holde Johnny væk, men det lykkedes ikke, og snart efter har Johnny ødelagt de kulisser, der skulle forestille byen. Regner opdager dette og bliver meget vred. Det hele slutter af med sang og dans.                                                                                                  |
| 27 | 8. juni 2001       | Mors lille Ed              | »Momma's Little Ed«             | Eddy er ved at være træt af at Dobbel-D bruger mere tid på sine pligter end at lege sammen men Ed og ham, så de kan lige så godt få lidt sjov ud af Dobbel-D's arbejde og skriver en masse falske pligtsedler med nogle underlige ordrer på. Dobbel-D bider på og gør alt hvad der står på de falske pligtsedler, men snart synes Dobbel-D at pligterne bliver for mærkelige og bliver pludselig bange for dem. På grund af dette tør han ikke gå hjem og flytter ind i Eddys værelse, men snart efter bliver værelset så ødelagt og terroriseret for at opfylde Dobbel-D's behov, at Eddy beder ham om at gå sin vej. Bagefter begynder Ed at græde over at Eddy smed Dobbel-D ud, og da Eddy ikke kan li' at se når Ed græder, siger han til Dobbel-D at han gerne må blive hos ham. |
| 28 | 15. juni 2001      | Der var engang en Ed       | »Once Upon an Ed«               | Det er ved at være sengetid for Johnny og Planke, så de læser en godnathistorie. I det samme dukker de tre Ed-drenge frem fra hans væg, og han spørger om hvordan de er kommet derind. Forklaringen på hvordan de kom ind i væggen udvikler sig til en masse historier som alle sammen er noget ævl. Da de har fortalt hver deres historie dukker Krank-søstrene pludselig op i væggen overfor. De prøver at vække Johnny for at få hjælp til at komme ud, men han sover som en sten efter alle de historier. |
| 28 | 15. juni 2001      | Dødbringene Ed             | »For Your Ed Only«              | En af Ed-drengenes planer er skyld i, at Sarahs værelse bliver ødelagt totalt. Da Eddy finder Sarahs dagbog, bliver han ivrig og får lyst til at læse i den. Ed og Dobbel-D gør hvad de kan for at tale ham fra det, og da Sarah opdager at hendes værelse er ødelagt og hendes dagbog forsvundet, bliver hun godt gal. Flemming får derfor alle i kvarteret til at lede efter dagbogen, men da det bliver opdaget at Ed-drengene har taget den, får det store konsekvenser for dem. |
| 29 | 19. september 2001 | Onde Eds forbandelse       | »It Came from Outer Ed«         | Ed læser en tegneserie kaldet onde Tims forbandelse, og det får ham pludselig på en idé til et meget mærkeligt nummer. Han fortæller de to andre hvad de skal gøre, men ingen af de ting hans siger de skal gøre, giver rigtig mening, og det viser sig til sidst at planen var en stor fiasko, indtil en flok krager dukker op. Det var det der var formålet med planen. |
| 29 | 19. september 2001 | Ed i fængsel               | »Three Squares and an Ed«       | Ed har fået stuearrest og Dobbel-D og Eddy prøver at befri ham uden at Sarah skal opdage noget. Men da Ed er så bange for at det skulle ske, vil han ikke befries. På et tidspunkt får de ham dog næsten befriet, men det opdager Sarah uheldigvis, og det får konsekvenser for dem alle tre. |
| 30 | 29. november 2001  | Duel Ed                    | »Dueling Eds«                   | Eddy sårer Regners følelser ved at diskriminere noget fra hans kultur, han har nemlig kastet en fiskebolle mod et plankeværk. Dobbel-D forlanger at Eddy omgående giver Regner en undskyldning, men Eddy påstår hårdnakket at han ikke har gjort noget og nægter at undskylde. Det får den konsekvens at Regner udfordrer Eddy til duel. |
| 30 | 29. november 2001  | Giv op Ed                  | »Dim Lit Ed«                    | Dobbel-D mener at sommerferien har gjort alle de andre børn dummere, så han prøver at lave om på det ved at arrangere en skattejagt, hvor de får en liste med spørgsmål, der skal besvares. Idet Regner tror at præmien er en kæbeknuser bliver de alle interesserede i opgaven. Men undervejs synes de at det bliver mere og mere åndssvagt, og bedre bliver det ikke, da de finder ud af, at præmien slet ikke er en kæbeknuser. |
| 31 | 4. januar 2002     | Arbejder Ed                | »Will Work for Ed«              | Regner har brug for ekstra arbejdskraft for at holde sit landbrug kørende. Eddy får Ed til at opsøge stillingen, og heldet må være med dem, for overraskende nok får Ed jobbet. Men Eddy synes ikke så godt om det alligevel, da han finder ud af, at hver gang Ed gør noget forkert, bliver det trukket fra i hans løn. |
| 31 | 4. januar 2002     | Ed Ed og af sted           | »Ed, Ed and Away«               | Ed får øje på en ballon oppe på himlen, og Eddy vil gerne knalde den. Så nu prøver de ihærdigt at få fat i ballonen, men det er ikke helt nemt, især fordi deres jagt på ballonen forstyrrer de andre i kvarteret, bl.a. da Sarah, Flemming og Johnny leger passagerfly i Flemmings have. |
| 32 | 25. januar 2002    | Bums med Ed                | »X Marks the Ed«                | Eddy har fået en bums i panden, og da de andre børn ser den, begynder de at drille ham på det groveste, med undtagelse af Søs og Regner. Dobbel-D bliver rasende og beordrer dem ud af huset. Regner fortæller at han kender til en metode man kan fjerne bumser på, og at han gerne vil hjælpe. Men resultatet af metoden viser sig at være af en helt anden effekt. |
| 32 | 25. januar 2002    | Herfra til Ed              | »From Here to Ed«               | Eddy beskylder Karsten for at have ødelagt en af deres planer, selvom Karsten uden at tøve påstår at han ikke har gjort noget. Som hævn prøver Eddy op til flere gange at "få ram" på ham, men uden held. Det ender med at Eddy må overgive sig, dog uden at Karsten ved hvad der foregår. |
| 33 | 15. februar 2002   | Drenge som Ed              | »Boys Will Be Eds«              | Alle drengene i kvarteret beslutter sig for at gøre noget de ikke har gjort før: De vil imponere Søs for at se hvem hun bedst kan lide. Men det ender alt sammen i slagsmål og diskussioner, og da det bliver Søs for meget løber hun skrigende bort. Samme aften, efter at de andre børn er gået i seng, lister Ed-drengene sig ud foran hendes værelsesvindue og forsøger sig ved at synge sonater for hende. Men det er ikke Søs der åbner vinduet. |
| 33 | 15. februar 2002   | Ed-iatorernes kamp         | »Ed or Tails?«                  | Ed får en pakke med hold kæft-bolsjer med posten, men uheldigvis er der kun 2 store bolsjer i pakken, så han kan ikke dele fuldt ud med Dobbel-D og Eddy. Dobbel-D får den ide at dele bolsjerne i 3 lige store dele, men planen kiksede og det ene bolsje havnede i Johnnys mund. Nu har de kun ét bolsje, og de begynder at slås for hvem der skal have det. Regner kommer forbi og stopper slåskampen, og foreslår at arrangere et væddeløb for Ed-drengene, den der vinder, får bolsjet, men går løbet mon helt retfærdigt til. |
| 34 | 8. marts 2002      | Alt på et bræt             | »Gimme Gimme Never Ed«          | Planke vil have en vild tur. Planke og Jhonny udfordrere Edderne til at bygge en vildere og vildere rutsjebane. |
| 34 | 8. marts 2002      | Takt og tone med Dobbelt D | »My Fair Ed«                    | Efter at de andre børn er godt trætte af Ed og Eddy, prøver Dobbelt D at ændre hans venner til høflige mennesker, lige som ham selv. |
| 35 | 22. marts 2002     | Sov godt Ed                | »Rock-a-Bye-Ed«                 | |
| 35 | 22. marts 2002     | »O-Ed-Eleven«              |                                 | |
| 36 | 21. juni 2002      | Ed's sædvanlige held       | »The Luck of the Ed«            | |
| 36 | 21. juni 2002      | Sig det videre, Ed         | »Ed, Pass It on«                | |
| 37 | 28. juni 2002      | Bror kan du undværre en Ed | »Brother, Can You Spare an Ed?« | Ed får ordrer af Sarah til at gå ned og købe karameller i slikbutikken, men da Eddy ser alle de penge han har fået, vil han have Ed til at købe kæbeknusere. Da Ed går ind i butikken skal han lige til at købe karameller som Sarah bad om, men han falder for fristelsen og køber kæbeknusere. Nu må de så bare prøve at undgå Sarah for at hun ikke skal opdage noget, men det bliver ikke helt nemt. |
| 37 | 28. juni 2002      | Den dag Ed stod stille     | »The Day the Ed Stood Still«    | |
| 38 | 5. juli 2002       | Hvis det lugter som en Ed  | »If It Smells Like an Ed«       | Det er venskabs-dag i kvarteret, og der er blevet opsat et stort rødt papmache-hjerte som symbol på dagen. Da de står og synger en sang på dagens anledning kommer de tre Ed-drenge ind i billedet for at se hvad de andre har gang i. Eddy vil have lidt sjov ud af det og giver Flemming en olfert, hvilket får han til at græde og løbe sin vej. De andre bliver enormt sure på dem, og lidt efter er der forsvundet nogle ting, og der er begået hærværk mod papmache-hjertet. De andre børn mistænker Ed-drengene for at have begået disse ugerninger. For at bevise overfor de andre at det ikke var dem må de finde forbryderen og afsløre ham, men det er ikke helt nemt at opklare sådan en sag                                                                               |
| 39 | 12. juli 2002      | Kapløb med Tiden           | »Don't Rain on My Ed«           | Slikbutikken deler gratis kæbeknusere ud, men den lukker om 10 min. |
| 39 | 12. juli 2002      | Uklog af skade             | »Once Bitten, Twice Ed«         | Børnene bliver vanvittige af eddy´s gentagene forsøg på at snyde dem med næsten den samme fidus. |

## Sæson 4
| #  | Sendedato          | Dansk titel                | Orig. titel                    | Handling |  |
| 40 | 27. september 2002 | Ed på udflugt              | »An Ed in the Bush«            | Storbyspejderne er ved at gøre klar til en udflugt i skoven. Samtidig har Ed'erne gang i en vild fangejagt, hvor Eddy skal prøve at fange Ed inden for 6 minutter. Regner bliver imponeret over deres 'lille' leg, og begynder så at prale med den respekt som folk viser over for Storbyspejderne. Eddy har aldrig glemt dengang han dumpede til deres optagelsesprøve (se 'Ed til en Ed', episode 22 i sæson 1), og derfor vil han have hævn over dem. Derfor følger de efter spejderne ud i skoven, for undervejs at prøve at skræmme dem fra vid og sans ved bl.a. at lave uhyggelige lyde. Men i sidste ende er det snarere Ed-drengene der bliver skræmt fra vid og sans. |  |
| 40 | 27. september 2002 | Ed forsvinder              | »See No Ed«                    | |  |
| 41 | 1. november 2002   | Alle gode gange Ed         | »Is There an Ed in the House?« | |  |
| 41 | 1. november 2002   | Hjemmevideo                | »An Ed Is Born«                | |  |
| 42 | 15. november 2002  | Størrelse Ed               | »One Size Fits Ed«             | Edd´erne overbeviser Flemming om at han skal være sumobryder. De træner ham så han kan komme til Japan og blive en stor stjerne. |  |
| 42 | 15. november 2002  | Ondt i Ed                  | »Pain in the Ed«               | Edd skal øve sig på at spille violin, fordi han er rædsom. Edd og Eddy kan ikke holde det ud men Flemming overvåger dem og siger det videre til Sara hvis de prøver på noget. |  |
| 43 | 24. august 2003    | Ed overbord                | »Ed Overboard«                 | |  |
| 43 | 24. august 2003    | En af den slags Ed         | »One of Those Eds«             | |  |
| 44 | 10. november 2003  | De kalder ham hr. Ed       | »They Call Him Mr. Ed«         | De tre Ed-drenge starter deres egen virksomhed, EdCo, hvor de siger at det kun kan gå "opad". Snart får de lokket alle de andre børn i kvarteret med i legen, men det ender med at legen bliver ren "nedtur". Note: Ordet 'op' bliver sagt 67 gange i dette afsnit. |  |
| 44 | 10. november 2003  | For Ed, er Ed              | »For the Ed, by the Ed«        | Eddy konkurrerer mod planke om at blive konge af kvarteret og de afholder et valg. |  |
| 45 | 17. november 2003  | Lille triste Ed            | »Little Ed Blue«               | Eddy og Dobbel-D laver biograf hjemme hos Ed, alt forløber fredfyldt, indtil en sur og tvær Ed dukker op og smider dem alle sammen ud af huset, senere prøver de at finde ud af Eds dårlige humør, og her bliver Jonny til stor hjælp |  |
| 45 | 17. november 2003  | En skæbnes Ed              | »A Twist of Ed«                | |  |
| 46 | 23. januar 2004    | Skipper                    | »Your Ed Here«                 | Fra en gammel tegnebog finder Karsten ud af, at Eddys mellemnavn er Skipper. De andre børn i kvarteret begynder at drille ham med det, og til sidst føler Eddy at hans liv er ødelagt. Dette får dog en ende, da Dobbel-D siger at hans mellemnavn er Marion, og så er det pludselig ham der bliver drillet med mellemnavnet. |  |
| 46 | 23. januar 2004    | Gode gamle Ed              | »The Good Old Ed«              | Ed'erne har lavet en tidskapsel til eftertiden, hvor de medbringer nogle af de ting der repræsenterer de store øjeblikke i deres liv, for at gemme dem væk til de bliver voksne, hvor de skal grave dem op og huske de ting de oplevede som børn. Så begynder de at huske på nogle af de ting de har oplevet, hvilket gør Eddy meget vred til sidst. |  |
| 47 | 30. januar 2004    | Frødrenge                  | »Thick As an Ed«               | Ed Edd og Eddy skal ud og fange frøer, men inden det, introducerer Ed, de andre for Sheldon, som er en ost han har liggende i sin ene jakkelomme, og da de kommer hen til dammen, opstår der diskussion mellem Ed og Dobbel-D Note: Med undtagelse af en kort medvirken af Sarah i starten er dette det eneste afsnit hvor kun Ed, Edd og Eddy medvirker. |  |
| 47 | 30. januar 2004    | Beklager, forkert Ed       | »Sorry, Wrong Ed«              | Eddy får fingre i Regners forbandede telefon |  |
| 48 | 6. februar 2004    | Robin Ed                   | »Robbin' Ed«                   | Edd´erne snyder børnene men der dukker en ny helt i kvarteret op. Jhonny bliver til Kaptajn Melonhovede med hjælperen splinter vidunderplanke der kæmper mod Eddy bliver til superskurken doktor Snyd med håndlangerne Ed og Edd. |  |
| 48 | 6. februar 2004    | Sygdom er hver mands herre | »A Case of Ed«                 | Karsten har fået stuearrest, og det gør Ed og Eddy grin med. Så kommer Dobbel-D forbi, han har lige været på biblioteket og lånt en masse spændende bøger, bl.a. en om sjældne sygdomme. En af de sygdomme han fortæller om hedder 'overdreven sentimentalitet', men da det viser sig at netop den sygdoms symptomer passer til Dobbel-D, kommer Ed og Eddy i drillehumør. Dobbel-D bliver helt hvid i hovedet, og Eddy bilder ham ind at dr. Ed (som er Ed der spiller læge) kan hjælpe ham. Da Ed bilder Dobbel-D ind at han kun har kort tid tilbage at leve i, tager Dobbel-D sine kæreste ejendele og giver dem til de andre børn i kvarteret. Men da Søs opdager et "Spark mig"-skilt på Dobbel-D's ryg opdager han at Ed og Eddy har gjort grin med ham. Det bliver han meget vred over, og ligeved blev Karsten løsladt fra stuearrest og det hele får en dramatisk slutning. |  |
| 49 | 13. februar 2004   | Skibet i flasken           | »Run for Your Ed«              | Søstrene Krank ligger og sover, da de pludselig hører lyde fra køkkenet. De går derud for at se hvad det var, men da de er nået frem er der ikke nogen at se, men der mangler noget: Der mangler Krank-familiens klenodie, et skib i en flaske. Samtidig er Ed endnu en gang gået i søvne, og det viser sig at flaskeskibet sidder fast på hans finger. Imens er Krank-søstrene ved at endevende hele kvarteret for at finde deres flaskeskib, og det går ikke helt stille til. |  |
| 49 | 13. februar 2004   | Boomerang                  | »Hand Me Down Ed«              | En boomerang flyver rundt i kvarteret og vender om på folks personligheder når de kommer i kontakt med den, og det sætter også sine spor på Ed-drengene. Til sidst sidder de låst fast af boomerangen oppe i et træ, og nu er de alle 3 i kontakt med den. |  |
| 50 | 20. februar 2004   | Rigmandsklubben            | »Stiff Upper Ed«               | Flemming og Sarah laver en rigmandsklub i baghaven sammen med de andre børn undtagen Edd´erne. De gør alt hvad de kan for at vise de er værdige til at være med. |  |
| 50 | 20. februar 2004   | Pengetræet                 | »Here's Mud in Your Ed«        | På legepladsen kommer Sarah og Jonny ud i en slåskamp, hvilket gør Flemming ulykkelig og får ham til at græde. Som sædvanlig har de tre Ed-drenge noget for og narrer penge ud af Flemming ved at fortælle ham om stedet Smileby, hvor alle er glade. Da Flemming finder ud af at han er blevet narret sætter han sig på fortovet og græder. Pludselig kommer Regner forbi, og Flemming fortæller om sine oplevelser. Det gør Regner vred hvad Eddy har gjort, og ham og Flemming begynder at tage hævn. Først narrer de Eddy med et pengetræ (som bare er et træ hvorpå der hænger falske penge) og Eddy spørger Regner om ham må få nogle frø til selv at dyrke et, men Regner vil have alle Eddys ting for nogle frø. Det siger Eddy ja til, men senere siger Dobbel-D at han er blevet narret. Det gør Eddy meget vred, så nu prøver han at narre Regner ved at lægge noget kød på en busk og bilde ham ind at det er en busk der gror kød på, men Regner er ikke nem at narre, og Eddy forlanger alle sine ting tilbage. |  |
| 51 | 27. februar 2004   | Ed i baglås                | »Stuck in Ed«                  | Eddy er løbet tør for ideer og spørger de andre børn om hjælp til en fidus. |  |
|    |                    |                            | »Postcard from the Ed«         | Plankes forældre kommer på besøg og Eddy viser dem rundt i kvarteret og giver dem den helt store tur. |  |
| 52 | 5. november 2004   | Alderen trykker            | Take This Ed and Shove It      | Eddys fiduser virker ikke så godt længere da børnene bliver større. Han slår hovedet i jagt på kæbeknusere og ser sig selv 90 år ude i fremtiden. Note: Den her episode var den originale series finale før den blev forlænget. |  |

## Sæson 5
| #  | Sendedato         | Dansk titel                       | Orig. titel                        | Handling |
| 53 | 4. november 2005  | Mission Ed-Possible               | »Mission Ed-Possible«              | Dobbel-D får til opgave at aflevere de andre børns karakterbøger til forældrene, men Ed og Eddy prøver at forhindre det, for hvis deres forældre ser de karakterer Ed og Eddy har fået, så ruller der hoveder. Uheldigvis kender Dobbel-D til en masse lumske metoder for ikke at blive stoppet i sit arbejde. |
| 53 | 4. november 2005  | Alle andre veje end Ed            | »Every Which Way but Ed«           | Ed´erne husker tilbage i en masse flashbacks der forklarer ting og sager om fortiden og børnene i kvarteret. |
| 54 | 11. november 2005 | Strømmen går af Ed                | »Boom Boom Out Goes the Ed«        | Der er strømsvigt. |
| 54 | 11. november 2005 | Renhed er som Edhed               | »Cleanliness Is Next to Edness«    | Dobbelt D forsøger desperat at få et bad da badeværelset i hans hus er under ombygning. |
| 55 | 18. november 2005 | Ud med det gamle, ind med din Ed  | »Out with the Old, in with the Ed« | Sommerferien lakker mod enden og børnene skal starte i skole igen. Eddy prøver dog at forlænge ferien og bilde de andre børn ind det stadig er sommer. Det lykkedes ikke. Da de kommer i skole finder Edd’erne ud af at de er kommet i 3 forskellige klasser i stedet for den samme som de altid har været. |
| 56 | 25. november 2005 | Ed den nysgerrige                 | »I Am Curious Ed«                  | Flemming og Sarah forsøger at finde ud af hvor børn kommer fra, fordi Flemmings guldfisk har fået unger. De spørger de andre børn i kvarteret men kan ikke få et klart og rigtigt svar. |
| 56 | 25. november 2005 | Tavse Ed                          | »No Speak Da Ed«                   | Børnene har alle pennevenner fra hele verden. Ed får en penneven fra Norge. Det går Regner på da hun sender Ed ulveting. |
| 57 | 31. marts 2006    | Højt flyvende Ed                  | »Cool Hand Ed«                     | Edd´erne og Johnny prøver at flygte fra skolen ved at bygge et fly. |
| 57 | 31. marts 2006    | Så klog at han kan undvære sin Ed | »Too Smart for His Own Ed«         | Da Dobbelt D taber til Ed i en stavekonkurrence bliver Ed den nye kloge fyr i byen. |
| 58 | 28. juni 2006     |                                   | »Who's Minding the Ed«             | Ed bliver bedt af Regner om at passe hans dyr mens han er til familiesammenkomst |
| 58 | 28. juni 2006     | Vælg en Ed                        | »Pick an Ed«                       | |
| 59 | 3. juli 2006      | Sandhed eller Ed                  | »Truth or Ed«                      | Dobbel-D er glad, fordi han har fået job som reporter på skolens avis. Eddy bliver også interesseret i avisen og får snart et alter ego i skikkelse af redaktøren Bobby Blabby med Ed som sin buddreng. Men alt hvad han trykker i avisen er løgnehistorier, såsom at der lever en hel civilisation i Johnnys næsebor, eller at Regner har tænkt sig et etablere et bosted for rumvæsener på Karstens grund. Alle disse historier er årsag til at der opstår diskussioner og slagsmål mellem dem, fordi alle tror at en eller anden må have fortalt Bobby Blabby om det. De beslutter sig derfor for at opsøge denne Bobby Blabby for at give ham en lærestreg, og uheldigvis kommer Ed til at afsløre at det er Eddy der har skrevet historierne. Som straf bliver Eddy mod sin vilje meldt ind i skolens strikkeklub og skal strikke verdens største dækkeserviet, hvilket han selvfølgelig ikke just er glad for. |
| 59 | 3. juli 2006      | Ufarligt for en edd               | »This Won't Hurt An Ed«            | Fra Karstens lægejournal finder Eddy ud af, at Karsten er bange for vaccine-indsprøjtninger. Det gør Karsten meget bange da Ed og Eddy bilder de andre ind at det er vaccinationsdag. Alle er meget bange, men da Dobbel-D siger at det ikke er vaccinationsdag, er Karsten ikke så bange længere. Til sidst overvinder Karsten dog sin frygt, og det er jo ikke så godt for Ed og Eddy. |
| 60 | 14. august 2006   | Altmulig Ed                       | »Tinker Ed«                        | Edd´erne hjælper Fleming med at genvinde troen på eventyr og magi. |
| 60 | 14. august 2006   | Den gode, den onde og så Ed       | »The Good, the Bad, and the Ed«    | Eddy og Regner duellere om hvem der er den hårdeste for at få hår på brystet medaljen. |
| 61 | 28. februar 2006  | Ed og uafgjort                    | »Tight End Ed«                     | Ed bliver maskot for skolens fodboldhold da de skal spille mod en rivaliserende skole |
| 61 | 28. februar 2006  | Sikken en Ed fest                 | »Tween a Rock & an Ed Place«       | Edd´erne bliver glade da de bliver inviteret til planke og Jhonnys "trædagsfest". |
| 62 | 13. april 2007    | Alle væddemål er Ed               | »All Eds Are Off«                  | Efter en tur i svømmehal opstår der diskussioner i bussen om andres dårlige vaner. Ed-drengene, Regner, Johnny, og Karsten arrangerer et væddemål om hvor længe de kan tilbageholde deres dårlige vaner: - Ed skal holde sig fra sovs (Som han er afhængig af) - Dobbel-D må kun tale i korte sætninger - Eddy skal undlade at råbe, skrige og tale højt - Regner skal holde sig fra kød (Som han får sine kræfter af) - Johnny må ikke tage imod ordrer fra Planke - og Karsten må ikke kalde Ed-drengene fjolser, skvat, tumper eller klovne. Præmien for at tilbageholde sine dårlige vaner en hel dag er 6,25 kr., som man kan købe en kæbeknuser for. Men i sidste ende er det svært at tilbageholde sine dårlige vaner, så det bliver svært at sige hvem der vinder. |
| 62 | 13. april 2007    | Smil til Ed                       | »Smile for the Ed«                 | |
| 63 | 20. april 2007    | Løb Ed, løb                       | »Run Ed Run«                       | |
| 63 | 20. april 2007    | En by ved navn Ed                 | »A Town Called Ed«                 | Fra en gammel historiebog, der var gemt væk på skolen, finder Ed'erne ud af, at det var Eddys forfædre der grundlagde det sted hvor den blinde vej ligger nu. Eddy tror, at hvis de andre fik det at vide, ville de sikkert respektere ham, men de er ret ligeglade med det. Det får dog en helt anderledes ende da Søstrene Krank viser dem 'den manglende side' fra bogen, hvor der står, at Eddys forfader tabte området i et kortspil til Lord Krank (Søstrene Kranks forfader). |
| 64 | 28. april 2007    | En hel håndfuld Ed                | »A Fistful of Ed«                  | Edd bliver til en rod og kommer op at slås. |
| 65 |                   | Ed´erne kommer Ed´erne kommer!    |                                    | Edd´erne og aliens krydser klinger, |
|    |                   | Må jeg få den næste dans Ed?      |                                    | Edd´erne skal til skolebal. Dobbelt-D er bange for at danse med piger så Eddy hjælper ham med at gøre sig klar. |
|    |                   |                                   |                                    | Edd og Flemning laver en vinter sikkerhedskub. |

## Eksterne links
- Officiel netside Arkiveret 2. februar 2007 hos  Wayback Machine